# Massapequa Park
Massapequa Park és una població dels Estats Units a l'estat de Nova York. Segons el cens del 2000 tenia 17.499 habitants.

## Demografia
Segons el cens del 2000, Massapequa Park tenia 17.499 habitants, 5.762 habitatges, i 4.932 famílies. La densitat de població era de 3.128 habitants/km².
Dels 5.762 habitatges en un 36,5% hi vivien nens de menys de 18 anys, en un 74,1% hi vivien parelles casades, en un 8,7% dones solteres, i en un 14,4% no eren unitats familiars. En el 12,7% dels habitatges hi vivien persones soles el 8,1% de les quals corresponia a persones de 65 anys o més que vivien soles. El nombre mitjà de persones vivint en cada habitatge era de 3,03 i el nombre mitjà de persones que vivien en cada família era de 3,32.
Per edats la població es repartia de la següent manera: un 25,3% tenia menys de 18 anys, un 5,9% entre 18 i 24, un 28,2% entre 25 i 44, un 24,6% de 45 a 60 i un 16% 65 anys o més.
L'edat mediana era de 39 anys. Per cada 100 dones de 18 o més anys hi havia 90,8 homes.
La renda mediana per habitatge era de 79.403 $ i la renda mediana per família de 86.177 $. Els homes tenien una renda mediana de 60.083 $ mentre que les dones 36.982 $. La renda per capita de la població era de 29.781 $. Entorn de l'1% de les famílies i l'1,4% de la població estaven per davall del llindar de pobresa.